# 新小說 (雜誌)

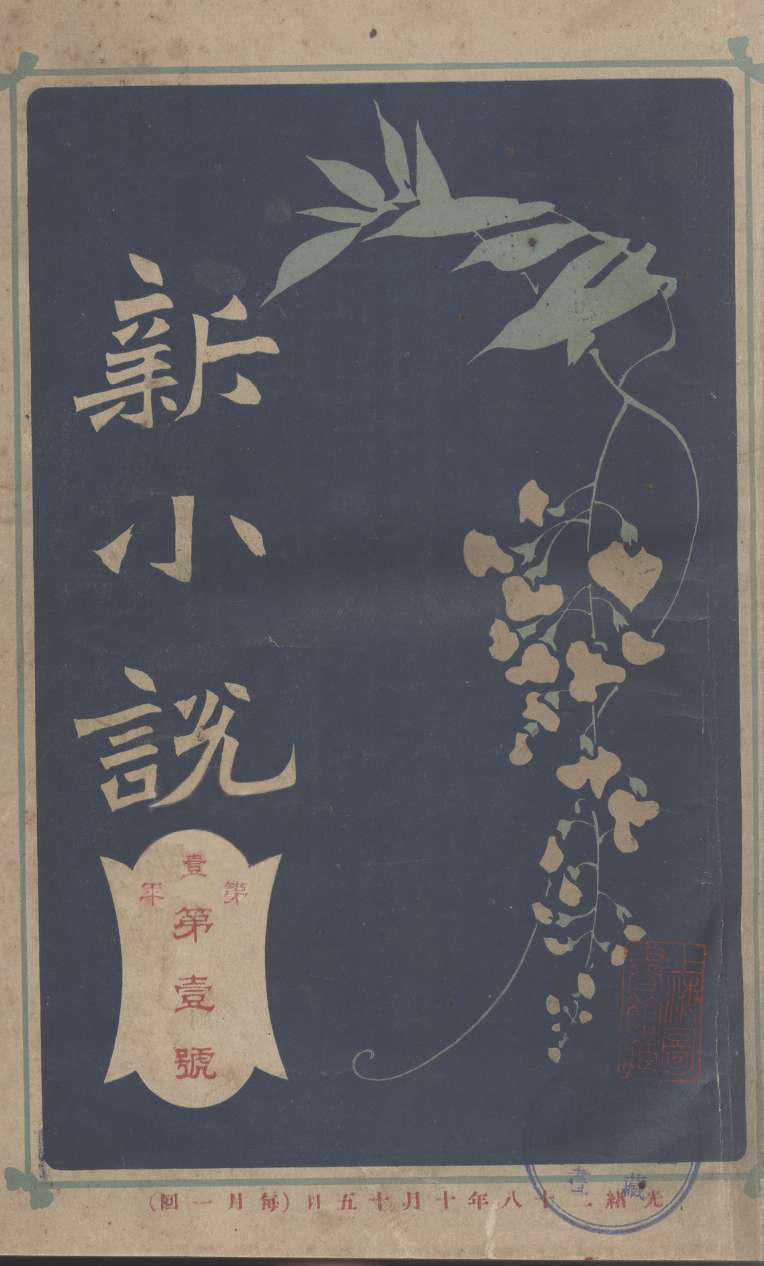
《新小說》創刊號封面

《新小說》由梁啟超於清光緒23年（1902年）創辦，第一集包括了含有「哲學理想」的《世界末日記》與「科學啟發」的《海底旅行》2篇科幻作品。 
開啟清末小說雜誌的潮流，為當時四大小說雜誌（《新小說》、《繡像小說》、《月月小說》、《小說林》）之一。